# Grobnica kardinala Rainalda Brancaccija
Grobnica kardinala Rainalda Brancaccija (ili Brancaccia) je skulpturalno djelo u crkvi Sant'Angelo a Nilo u Napulju, u južnoj Italiji, koje su izradili Donatello i Michelozzo oko 1426.-1428. Izgrađena od mramora, djelomično pozlaćena i polikromirana, visoka je 11,60 metara i široka 4,60 metara.
Djelo je nastalo tijekom partnerstva Donatella i Michelozza, koje je trajalo od 1425. do kasnih 1430-ih. Naručena je dok je Brancacci još bio živ: u pismu njemu od 5. lipnja 1427. spominje se da je djelo završeno za otprilike jedno tromjesečje. Godine 1426. njih su dvojica unajmili radionicu u Pisi, odakle su se dijelovi grobnice mogli lakše otpremiti morem u Napulj; grad je također bio bliže kamenolomima mramora Carrara. Pomoćnici, uključujući možda Pagna di Lapo Portigianija, surađivali su na djelu koje je dovršeno i poslano na odredište 1428.

## Povijest
Djelo je nastalo tijekom partnerstva Donatella i Michelozza, koje je trajalo od 1425. do kasnih 1430-ih. Naručena je dok je Brancacci još bio živ: u pismu njemu od 5. lipnja 1427. spominje se da je djelo završeno za otprilike jedno tromjesečje. Godine 1426. njih su dvojica unajmili radionicu u Pisi, odakle su se dijelovi grobnice mogli lakše otpremiti morem u Napulj; grad je također bio bliže kamenolomima mramora Carrara. Pomoćnici, uključujući možda Pagna di Lapo Portigianija, surađivali su na djelu koje je dovršeno i poslano na odredište 1428.

## Opis
Rad se temelji na soklu od kojeg polaze dva kompozitna stupa. Nose okrugli luk s bočnim pandantifima ukrašenim skošenim pilastrima i tondo reljefima. Na vrhu je šiljak, u gotičkom stilu s, u sredini, reljefnim tondom "Krista Otkupitelja" i dva kipa putta s trubama (aluzija na biblijsku Apokalipsu i uskrsnuće mrtvih).
Sama grobnica je zatvorena u arhitektonski okvir koji nose tri karijatide. Prednja strana sarkofaga ima dva grba sa strane i stiacciato reljef "Uznesenja Djevice" koji je izradio Donatello. Iznad njega je ležeći portret kardinala i dva anđela koji otvaraju kamenu draperiju koja visi s luka. Iza njih je luneta s reljefom "Bogorodice između dva sveca".

## Vanjske poveznice
|  | Zajednički poslužitelj ima još gradiva o temi Grobnica kardinala Rainalda Brancaccija |